# 商工業
| ウィキペディアには「商工業」という見出しの百科事典記事はありません（タイトルに「商工業」を含むページの一覧/「商工業」で始まるページの一覧）。 代わりにウィクショナリーのページ「商工業」が役に立つかもしれません。 |

商工業（しょうこうぎょう）。簡略化して商工（しょうこう）と呼ばれたりもする。